# 刘珺珺
刘珺珺（1933年—），女，山东章邱人，中国科学哲学家，南开大学教授、社会学系原系主任，曾任中国科学技术史学会常务理事。